# IPA NY Tennis Championships
L'IPA NY Tennis Championships è stato un torneo di tennis facente parte dello USLTA Indoor Circuit giocato nel 1975 a New York negli Stati Uniti su campi in sintetico indoor.

## Albo d'oro

### Singolare
| Anno | Vincitore        | Finalista     | Punteggio |
| ---- | ---------------- | ------------- | --------- |
| 1975 | Vitas Gerulaitis | Jimmy Connors | walkover  |